# Tableaux d'histoire de Guillaume IV de Bavière
Les tableaux d'histoire de Guillaume IV de Bavière (en allemand : Historienbilder Herzog Wilhelms IV. von Bayern ou Historienzyklus) sont un cycle pictural commandé au XVIe siècle par Guillaume IV, duc de Bavière. Les sujets sont bibliques, de l'histoire antique ou sainte.

## Commanditaires
Le cycle historique est un cycle de peintures commandées par Guillaume IV de Bavière et son épouse Maria Jakobäa de Bade avec des thèmes picturaux bibliques, historiques antiques et ceux des légendes des saints.
Les peintures datées couvrent la période entre 1528 et 1540. De nombreux tableaux portent les armoiries bavaroises de Guillaume IV ; d'autres les armoiries de Bade de sa femme Marie-Jacobée. Les peintures représentent les actes héroïques d’hommes et de femmes du passé. Celles des hommes sont en format portrait, celles des femmes en format paysage.
Une exposition de ces œuvres a eu lieu à Munich à la Alte Pinakothek en 2002 : Die Alexanderschlacht und die Historienbilder Herzog Wilhelms IV. von Bayern. La plupart des tableaux sont en effet conservés dans ce musée, à l'exception de deux d'entre eux conservés à Stockholm au Nationalmuseum.

## Liste des tableaux
| Artiste               | Titre                                                                          | Date            | Lieu            | Date du sujet (fautif) |
| --------------------- | ------------------------------------------------------------------------------ | --------------- | --------------- | ---------------------- |
| Hans Burgkmair        | Esther et Assuérus                                                             | 1528            | Alte Pinakothek | biblique               |
| Jörg Breu l'Ancien    | La mort de Lucrèce                                                             | 1528            | Alte Pinakothek | 509 av. J.-C.          |
| Albrecht Altdorfer    | La Bataille d'Alexandre                                                        | 1529            | Alte Pinakothek | 333 av. J.-C.          |
| Barthel Beham         | La découverte et l'authentification de la vraie Croix par l'impératrice Hélène | 1529            | Alte Pinakothek | 330                    |
| Hans Burgkmair        | La Victoire d'Hannibal sur les Romains à Cannes                                | 1529            | Alte Pinakothek | 216 av. J.-C.          |
| Melchior Feselen (en) | Clélie et ses compagnes devant Porsenna qui leur rend la liberté               | 1529            | Alte Pinakothek | 507 av. J.-C.          |
| Jörg Breu l'Ancien    | Scipion l'Africain vainqueur d'Hannibal à la bataille de Zama                  | vers 1530       | Alte Pinakothek | 202 av. J.-C.          |
| Melchior Feselen (en) | Jules César assiégeant Alésia                                                  | 1533            | Alte Pinakothek | 52 av. J.-C.           |
| Abraham Schöpfer      | Mucius Scaevola devant Porsenna                                                | 1533            | Nationalmuseum  | 508 av. J.-C.          |
| Hans Schöpfer         | La Mort de Verginia                                                            | vers 1535       | Alte Pinakothek | 450 av. J.-C.          |
| Ludwig Refinger       | Horatius Coclès défendant le Pont Sublicius                                    | 1537            | Nationalmuseum  | 508 av. J.-C.          |
| Ludwig Refinger       | Marcus Curtius se jetant dans le gouffre                                       | 1540            | Alte Pinakothek | 362 av. J.-C.          |
| Hans Schöpfer         | Suzanne et les Vieillards                                                      | date non connue | Alte Pinakothek | biblique               |

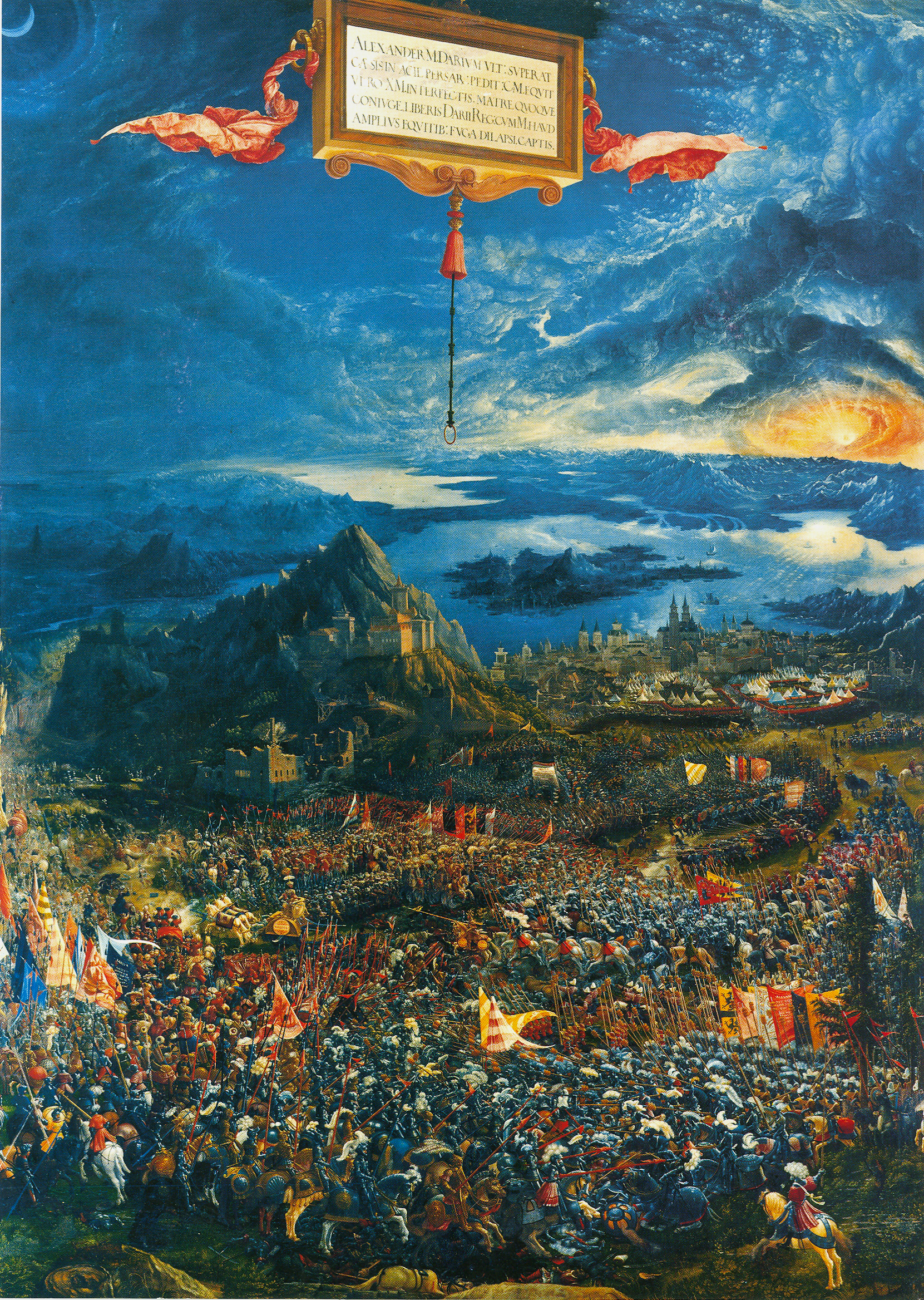
Altdorfer : La Bataille d'Alexandre.
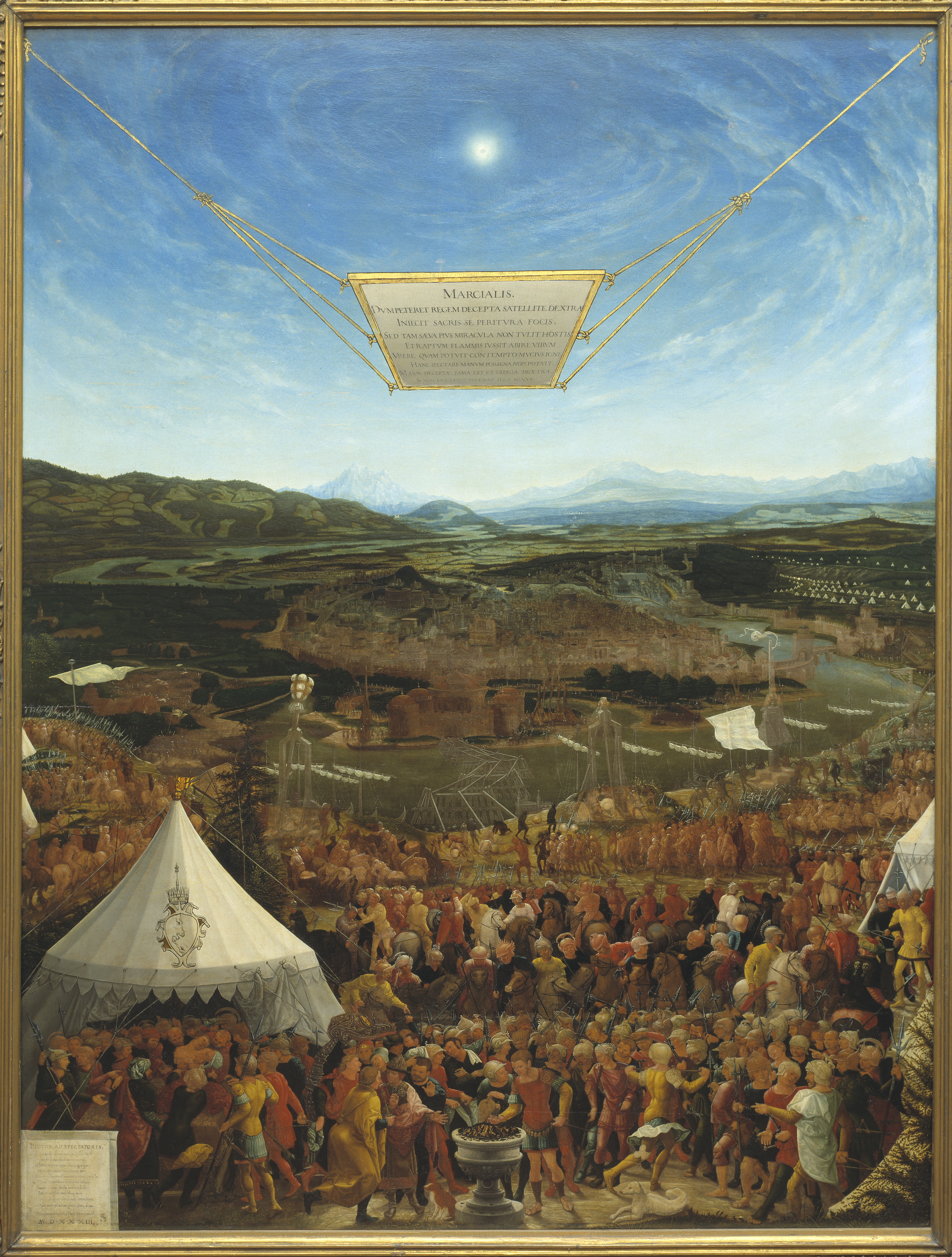
A. Schöpfer : Mucius Scaevola devant Porsenna.
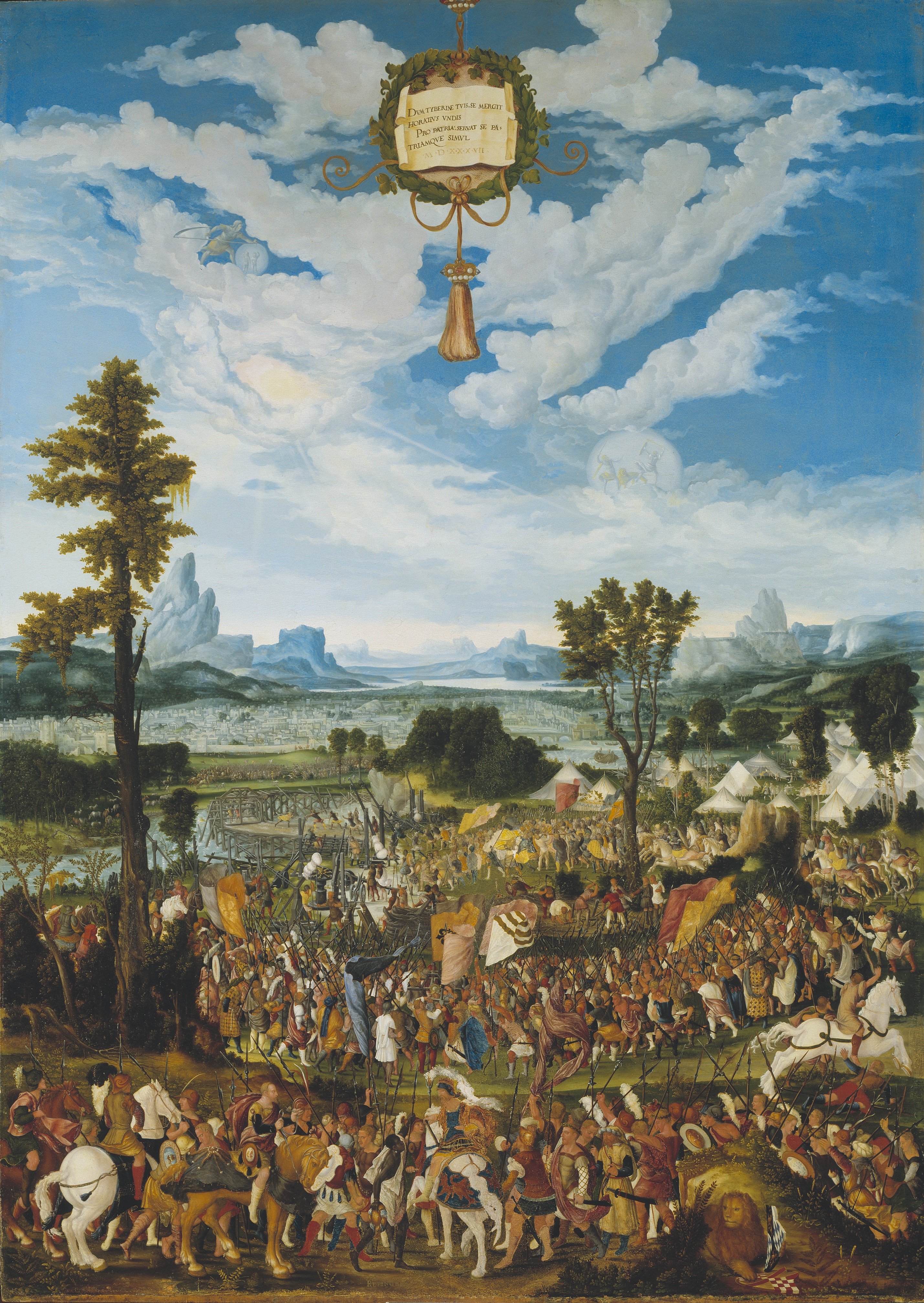
Refinger : Horatius Coclès défendant le Pont Sublicius.